# صيدنايا
صِيدنَايَا هي مدينة سورية تقع في محافظة ريف دمشق، تعدُّ من أعرق الحواضر المسيحية في المشرق العربي، تقع على ارتفاع 1,450 متر عن سطح البحر. تُشتهر بجمال طبيعتها ومقدساتها المسيحية المشهورة في جميع أنحاء العالم.

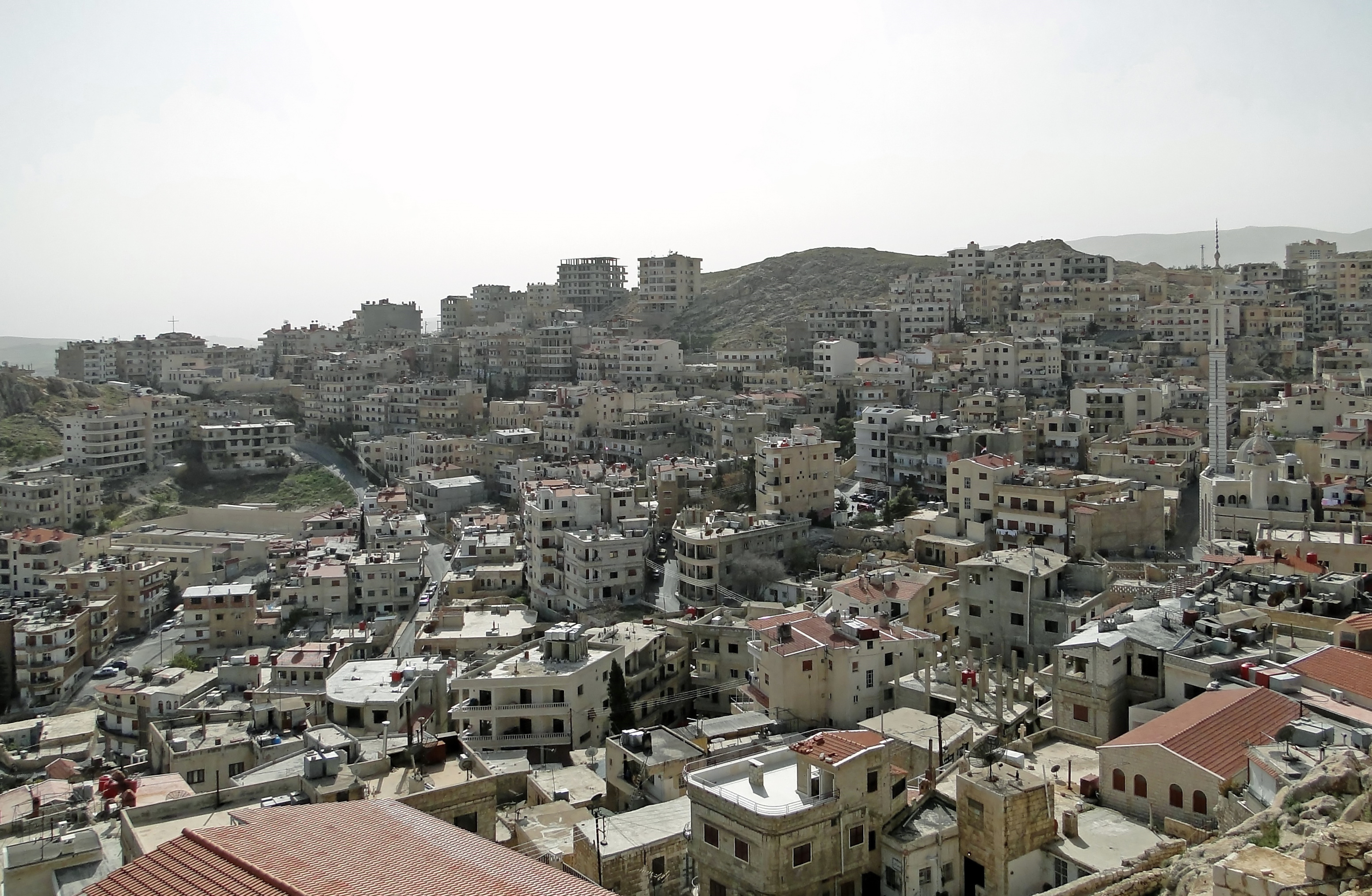
صورة للمدينة في 2010

## الموقع
تقع المدينة على بعد 30 كم (تقريباً) شمال غرب مدينة دمشق ضمن سلسلة جبال القلمون، ويحدها من الجنوب معرة صيدنايا، ومن الغرب تلفيتا ومنين، ومن الشمال الشرقي رنكوس، وقرية بدّا من الجنوب الشرقي، وعكوبر من الشرق، وتمتد سهولها شمالاً حتى سلسلة جبال لبنان الشرقية، وتبعد عن الحدود اللبنانية السورية (البقاع- بلدتي حام ومعربون) حوالي 40 كم.

## التسمية
لفظة صيدنايا آرامية الأصل، ولكن العلماء والباحثين اختلفوا في توصيفها، فمن قائل أن اسمها مشتق من (صيدون) وهو إله الصيد عند الفينيقيين لوجود هيكل وثني قديم لهذا الإله كان على مقربة من دير السيدة، وآخرون أطلقوا عليها (صيد دنايا) أي مكان الصيد. وقيل أيضاً (سيدانايا) بمعنى سيدتنا، وبعضهم يؤولها بمعنى سيدة العربية و (نايا) اليونانية بمعنى الجديدة، أي السيدة الجديدة.
إلاّ أن الاسم الأرجح والأكثر شيوعاً والأقرب إلى الصحة ومن خلاصة كل ما تقدم فإن كلمة صيدنايا اسماً ومكاناً تعني صيد الغزالة وأصل الكلمة آرامي، وتأكيداً لهذه التسمية وتخليداً لها وللرواية حول الكيفية التي بني بها الدير «دير السيدة» ثمة لوحة فنية كبيرة مثبتة فوق باب مقام «الشاغورة»، وإيماناً من أهل البلدة وسكانها بهذه التسمية فقد اتخذ مجلس البلدة في صيدنايا من صورة الغزالة شعاراً ورمزاً وثبّت صورتها فوق باب المجلس.

## التاريخ
صيدنايا ذات أهمية كبيرة وخاصة بين مدن الشرق والعالم المسيحي، فهي بلدة تعود إلى عصور قديمة، وفيها الكثير من الآثار، أهمها الأديرة والمقدسات المسيحية. وفيها أحد أهم الأديرة المسيحية في العالم، وهو دير سيدة صيدنايا، الذي بناه الإمبراطور البيزنطي جوستنيان (يوستيانوس) في القرن السادس الميلادي.
تقول قصة بناء الدير أن جوستنيان، وأثناء رحلته إلى أورسالم وفيما كان يتصيد في المنطقة ظهرت له غزالة، وطاردها إلى أن وصلت إلى تلة، وتحولت إلى امرأة بيضاء غضّة كأنّها برج فضّة ويقول البعض أنها السيدة مريم العذراء وأمرته بأن يَبني ديرأً في المكان نفسه، فاستجاب وحقَّقَ رغبتها. ويُشار إلى أن هذا الدير يأتي في المرتبة الثانية في الأهمية بعد كنيسة القيامة في القدس بالنسبة للمسيحيين.

## المعالم

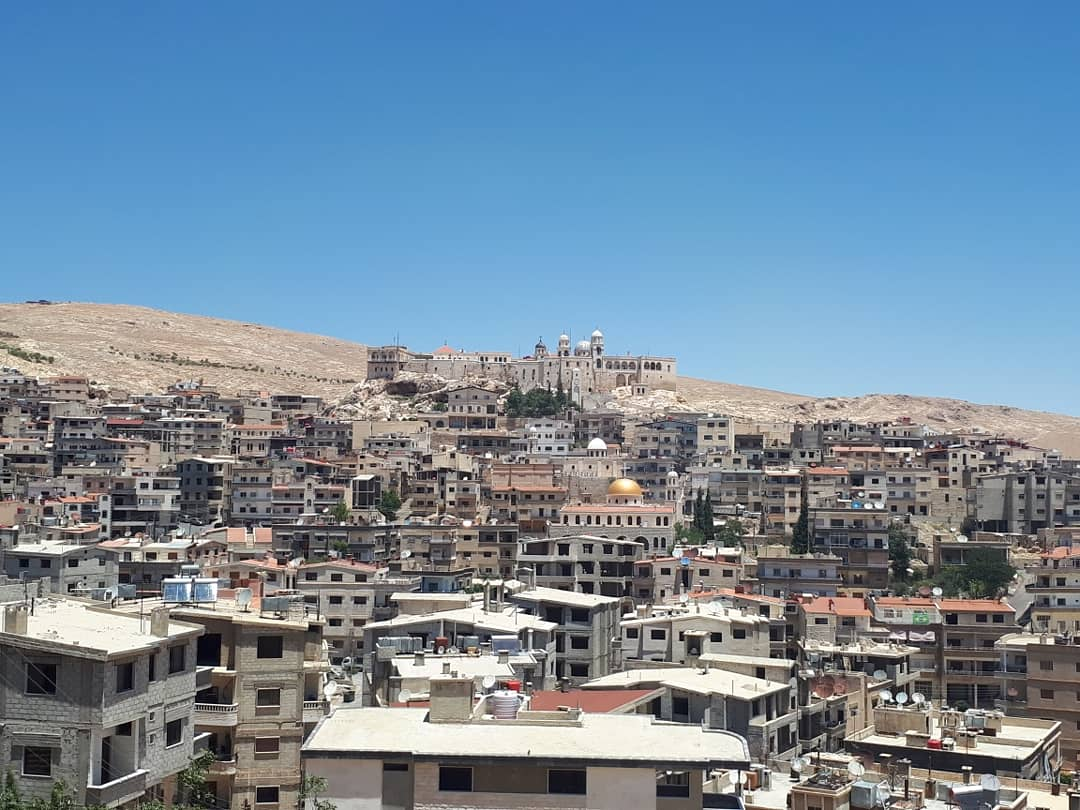
مدينة صيدنايا والدير

يوجد في صيدنايا 21 ديراً و40 كنيسة بالمجمل، ومن ضمن الأماكن المقدسة في المدينة:
- دير السيدة
- دير الشيروبيم
- دير القديس توما الرسول.
- دير القديس جاورجيوس.
- كنيسة آجيا صوفيا.
- كنيسة القديس بطرس.
- كنيسة القديس يوحنا.
- دير التجلّي.
- مقام القديسة تقلا.
- مقام القديس خريستوفورس.
- كنيسة التجلّي.
- كنيسة القديسة بربارة.
- مقام القديس نيقولاوس.
- مقام القديس أندراوس.
- كنيسة القديس جاورجيوس.
- مقام القديس موسى.
- مقام القديس سمعان.

## السكان
يُقدَّر عدد سكان صيدنايا بحوالي 18,846 نسمة حسب تعداد 2004، أغلبية أهلها من المسيحيين من طوائف مختلفة، منها الكاثوليك والأرثوذكس والسريان والإنجيليون. تُوجد نسبة كبيرة في صيدنايا من المتعلمين، حيث أن فيها عدداً كبيراً من الأطباء والمهندسين والمحامين ومن جميع الاختصاصات المختلفة، ولهم تاريخهم العريق، وبعض سكانها غادروها إلى بلاد المهجر في الخليج العربي وأوروبا والأمريكيتين.

## السياحة

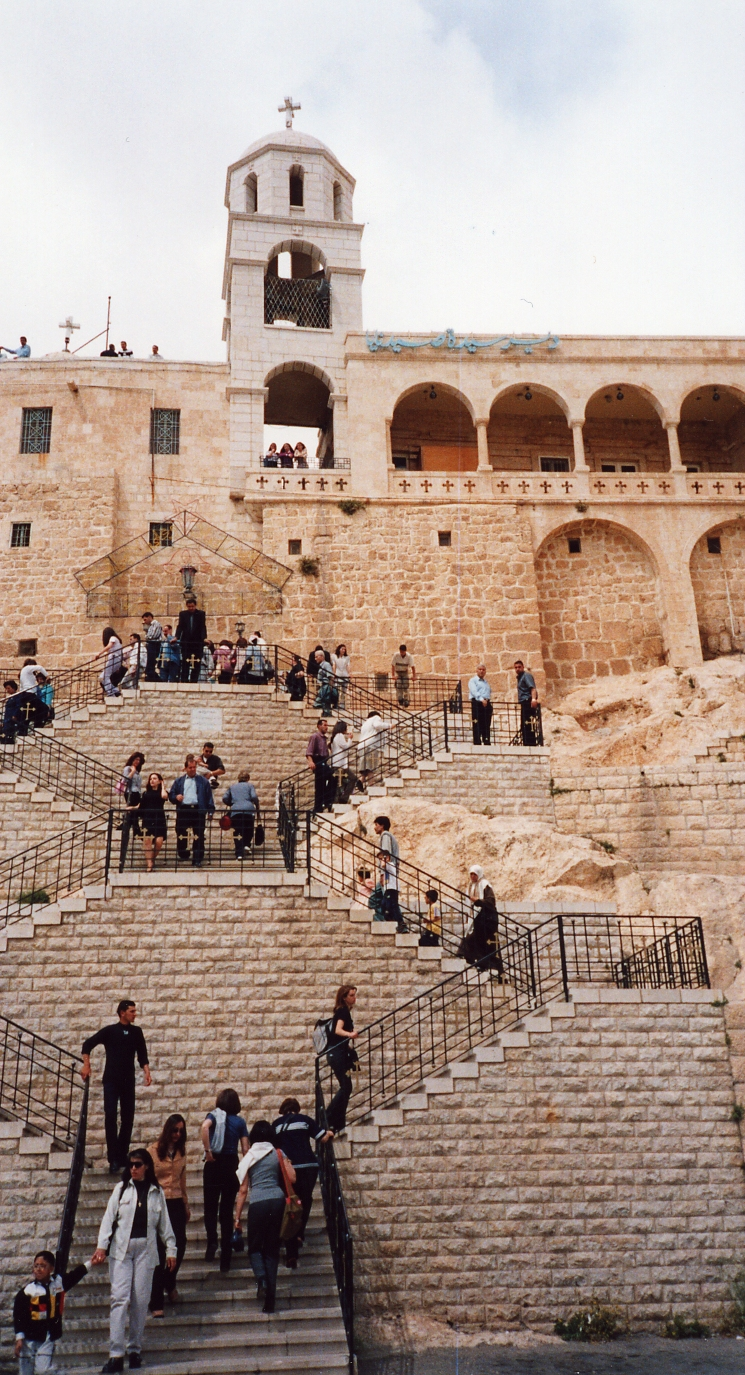
دير السيدة العذراء في صيدنايا.

تُشتهر صيدنايا بهوائها النقي وصيفها الجميل وشتائها البارد، حيث تتساقط الثلوج لتُغطي المدينة والجبال المحيطة بها. ولها شهرتها بإنتاج العنب والتين والعديد من الفواكه والأشجار المثمرة، إضافة إلى تميزها بمواقعها الدينية المسيحية الأثرية.
يُوجد في صيدنايا ومعرتها عدد من الفنادق الراقية والمطاعم والمنتزهات، ويتوافد إليها الزوار من أنحاء الوطن العربي ومن دول العالم الأخرى لزيارة المقدسات المسيحية بها وحضور الاحتفلات الدينية، أو للسياحة والاصطياف فيها. درجة الحرارة صيفاً تتراوح بين 28 إلى 19 درجة مئوية، وشتاءً من 16 إلى 12 درجة تحت الصفر، في موسم الثلوج.
في عام 2013، تم رفع أكبر تمثال للسيد المسيح في الشرق الأوسط على قمة جبل الشيروبيم في صيدنايا على ارتفاع 12.3 متراً.

## وصلات خارجية
- موقع إلكتروني عن البلدة.
- موقع إلكتروني عن البلدة.
- موقع صيدنايا اليوم.